# Comet Hopper
Comet Hopper (CHopper) — запропонований за програмою «Discovery» спусковий апарат NASA, який, якщо буде обраний, здійснюватиме обльоти і спускання на комету 46P/Віртанена багато разів в міру наближення до Сонця. Місія запропонована Джесікою Саншайн з Мерілендського університету, у співпраці з Lockheed Martin для будування КА і Центром космічних польотів імені Ґоддарда для керівництва місією.

## Історія
Місія Comet Hopper була одним з трьох фіналістів програми «Discovery», яка отримала USD$3 млн у травні 2011 року для детальної розробки концепту місії Інші дві місії — InSight і Titan Mare Explorer. Після презентації у серпні 2012 року, NASA обрала місію InSight.

## Наукові цілі
Місія CHopper мала три головні наукові цілі за приблизно 7.3 роки роботи. Приблизно на відстані 4.5 а.о. космічний апарат зустрінеться з кометою 46P/Віртанена і почне картографування просторової неоднорідності поверхні твердого тіла, а також викидів газів і пилу з коми — туманної оболонки довкола ядра комети. Віддалене картографування дозволило би дізнатись інформацію щодо структури ядра, геологічних процесів і механізму коми. Після прибуття до комети Віртанена, КА досягне і приземлиться, потім підстрибне до іншої ділянки комети. Коли комета досягне Сонця, космічний апарат приземлиться і буде переміщатись стрибками багато разів. Фінальне приземлення відбудеться приблизно у 1.5 а.о. Коли комета досягне Сонця і буде більш активною, КА зможе записати зміни на поверхні.